# Anti Social Media
Anti Social Media è un gruppo musicale danese nato nel 2014. Rappresenta la Danimarca all'Eurovision Song Contest 2015 con la canzone "The Way You Are" dopo la vittoria al concorso nazionale Dansk Melodi Grand Prix 2015.

## Discografia

### Extended plays
- 2015: The Way

### Singoli
- 2015: The Way You Are
- 2015: More Than a Friend

## Formazione
- Philip Thornhill – voce
- Nikolaj Tøth – chitarra
- David Vang – basso
- Emil Vissing – batteria